# Circuito Internacional da Coreia
O Circuito Internacional da Coreia, ou Korean International Circuit, é um circuito de corridas de 5.45 km (3,39 milhas) localizado em Yeongam (400 quilómetros a sul de Seul), e teve um custo de $264 milhões financiados pela província de Jeolla do Sul e pelo promotor da F1 na Coreia do Sul M-Bridge Holdings.
O designer alemão Hermann Tilke teve a responsabilidade de desenhar a pista. Esta tem uma parte permanente e uma parte temporária. A parte temporária está ao longo do lado do porto da província onde os espectadores da avenida, hotéis e iates podem ver a corrida. O primeiro Grande Prémio de Fórmula 1 foi realizado em 2010. O acordo é para 7 anos, com 5 anos de opção depois de cumprido o primeiro acordo, o que fará com que o Grande Prémio permaneça na Fórmula 1 pelo menos até 2021; entretanto, o Grande Prêmio não ocorreu no ano de 2014, pois foi retirado do calendário. Em 2015, estava previsto que o GP voltaria ao calendário, desta vez ocorrendo em maio, não em outubro. Todavia, o circuito foi retirado do calendário e nenhuma outra categoria relevante no automobilismo usou o circuito desde então.

## Ganhadores do GP da Coreia do Sul

### Por ano
| Ano  | Piloto           | Equipe           | Resumo   |
| ---- | ---------------- | ---------------- | -------- |
| 2010 | Fernando Alonso  | Ferrari          | Detalhes |
| 2011 | Sebastian Vettel | Red Bull-Renault | Detalhes |
| 2012 | Sebastian Vettel | Red Bull-Renault | Detalhes |
| 2013 | Sebastian Vettel | Red Bull-Renault | Detalhes |

### Por pilotos que mais venceram
| Vitórias | Pilotos          | Edições          |
| -------- | ---------------- | ---------------- |
| 3        | Sebastian Vettel | 2011, 2012, 2013 |
| 1        | Fernando Alonso  | 2010             |

### Por equipes que mais venceram
| Vitórias | Construtor | Edições          |
| -------- | ---------- | ---------------- |
| 3        | Red Bull   | 2011, 2012, 2013 |
| 1        | Ferrari    | 2010             |

### Por país
| Vitórias | País     | Edições          |
| -------- | -------- | ---------------- |
| 3        | Alemanha | 2011, 2012, 2013 |
| 1        | Espanha  | 2010             |